# 경주시·월성군
경주시·월성군은 대한민국의 옛 국회의원 선거구이다. 당시 경상북도 경주시, 월성군 지역을 관할했다.

## 역사
제6대 국회의원 선거를 앞두고 경주시 선거구, 월성군 갑 선거구, 월성군 을 선거구가 통합되면서 신설되었다..
제9대 국회의원 선거를 앞두고 청도군 선거구를 통합하여 경주시·월성군·청도군 선거구를 이루게 됨에 따라 폐지되었다.

## 역대 국회의원
| 선거   | 정당 | 정당       | 의원   |
| ------ | ---- | ---------- | ------ |
| 1963년 |      | 민주공화당 | 이상무 |
| 1967년 |      | 민주공화당 | 이상무 |
| 1971년 |      | 신민당     | 심봉섭 |

## 역대 선거 결과

### 대한민국 제6대 국회의원 선거
|  | 36.26% |

|  | 18.18% |

|  | 17.15% |

|  | 14.16% |

|  | 10.49% |

|  | 2.19% |

|  | 1.52% |

### 대한민국 제7대 국회의원 선거
|  | 38.00% |

|  | 32.73% |

|  | 15.02% |

|  | 12.37% |

|  | 1.00% |

|  | 0.84% |

|  | 0% |

### 대한민국 제8대 국회의원 선거
|  | 50.64% |

|  | 48.37% |

|  | 0.98% |